# Nurt
A Nurt egy lengyel rockzenekar, mely 1971 márciusában alakult Wrocławban.

## Tagjai
- Aleksander Mrożek - gitár, vokál
- Jan Jacek Baron - vokál (1972-74, 1990-től)
- Sylwia Damasiewicz - vokál (1990-től)
- Bogdan Tymoszuk - basszus (1990-től)
- Kazimierz Marut - dob (1990-től)
- Jacek Krzaklewski - gitár (1990-94)
- Wojciech Grzesik - dob (1975)
- Piotr Iskrowicz - gitár (1975)
- Mieczysław Jurecki - basszus (1975)
- Włodzimierz Krakus - dob, furulya (1974)
- Ryszard Gwalbert Misiek - szaxofone (1974)
- Ryszard Sroka - dob (1971-74)
- Kazimierz Cwynar - basszus, vokál (1971-74)
- Roman Runowicz - gitár, vokál (1971-72)

## Lemezeik
- Nurt (1972)
- Motyle i kloszardzi (1995)